# 서인아
서인아는 대한민국의 가수이다.

## 경력
- 2020년 독도지킴이 연예인 홍보대사
- 2014년 대구청소년경찰학교 홍보대사
- 2014년 사랑나눔전국네트워크 홍보대사

## 수상
- 2019년 대한민국 전통가요대상 인기상
- 2015년 대한민국 창조문화예술대상 신인가수상
- 2015년 전국지역신문협회 문화예술대상
- 2014년 대한민국 최고연예가요대상 인기가수상

## 데뷔
- 2013년 싱글 앨범 [고무줄]

## 음반
- 2024년 클레오 파트라
- 2023년 내안의 그리움
- 2020년 한 잔 두 잔
- 2019년 울려라 빵빠레 / 고마워요
- 2017년 앞 뒤로
- 2016년 오빠 / 하나요
- 2013년 고무줄 / 내가 누나야

## 드라마
- 2019년 SBS 강남 스캔들 - 왕 코디 역
- 2020년 JTBC 우아한 친구들 -  소개팅녀 역